# Čapí hnízdo

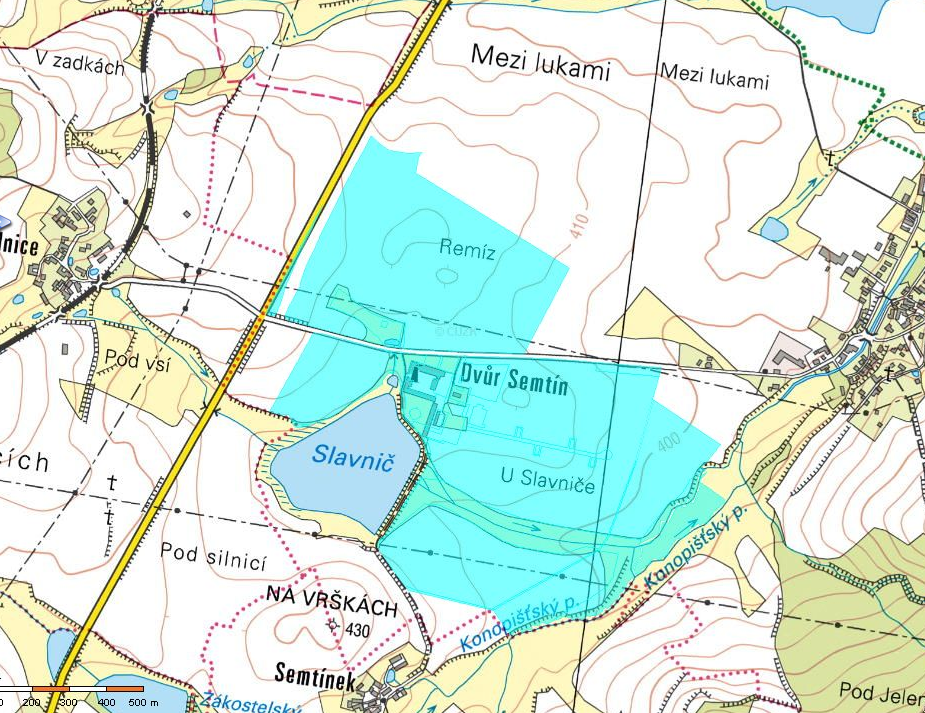
Čapí hnízdo – zobrazení nemovitostí zapsaných na LV 163 v k. ú. Tomice u Votic

Čapí hnízdo je rekreační a konferenční areál, nacházející se na území obce Olbramovice ve Středočeském kraji, přesněji asi 1,5 km severoseverovýchodně od centra této obce, v místní části Dvůr Semtín, katastrální území Tomice u Votic, na okraji přírodního parku Džbány-Žebrák v jeho západní části. Areál staveb, určený k rekreačním a odpočinkovým účelům pro jednotlivce i rodiny, vlastnil podle zdrojů po určitou dobu prostřednictvím firmy SynBiol politik a podnikatel Andrej Babiš. Později převedl celou nemovitost na své příbuzné.

## Historie
Na místě po třicetileté válce zaniklé Kačerovy Lhoty vznikl v druhé polovině 17. století statek Nový Dvůr Semtín, ke kterému byl v roce 1875 zřízen lihovar. Na přelomu tisíciletí nebyl dvůr využíván, naopak byl od 80. let 20. století opuštěný a v dezolátním stavu.
V roce 2006 započaly práce na projektu komplexní rekonstrukce celého areálu včetně budov. Rekonstrukcí byl pověřen akad. arch. Jiří Javůrek (studio SGL Projekt), který podle zadání investora navrhl přestavbu zchátralého statku a lihovaru na areál pro ubytování, pořádání firemních akcí a k trávení volného času. Rekonstrukce začala v září 2008 a byla dokončena v dubnu 2010. Nápad s motivem čapího hnízda vznikl podle čápů hnízdících v areálu již od roku 1926 a promítl se do návrhu stavby centrální budovy, což je jízdárna. Tato je zcela novou stavbou, zatímco řada dalších budov je původních, snaha byla zachovat jich co nejvíce.

## Popis

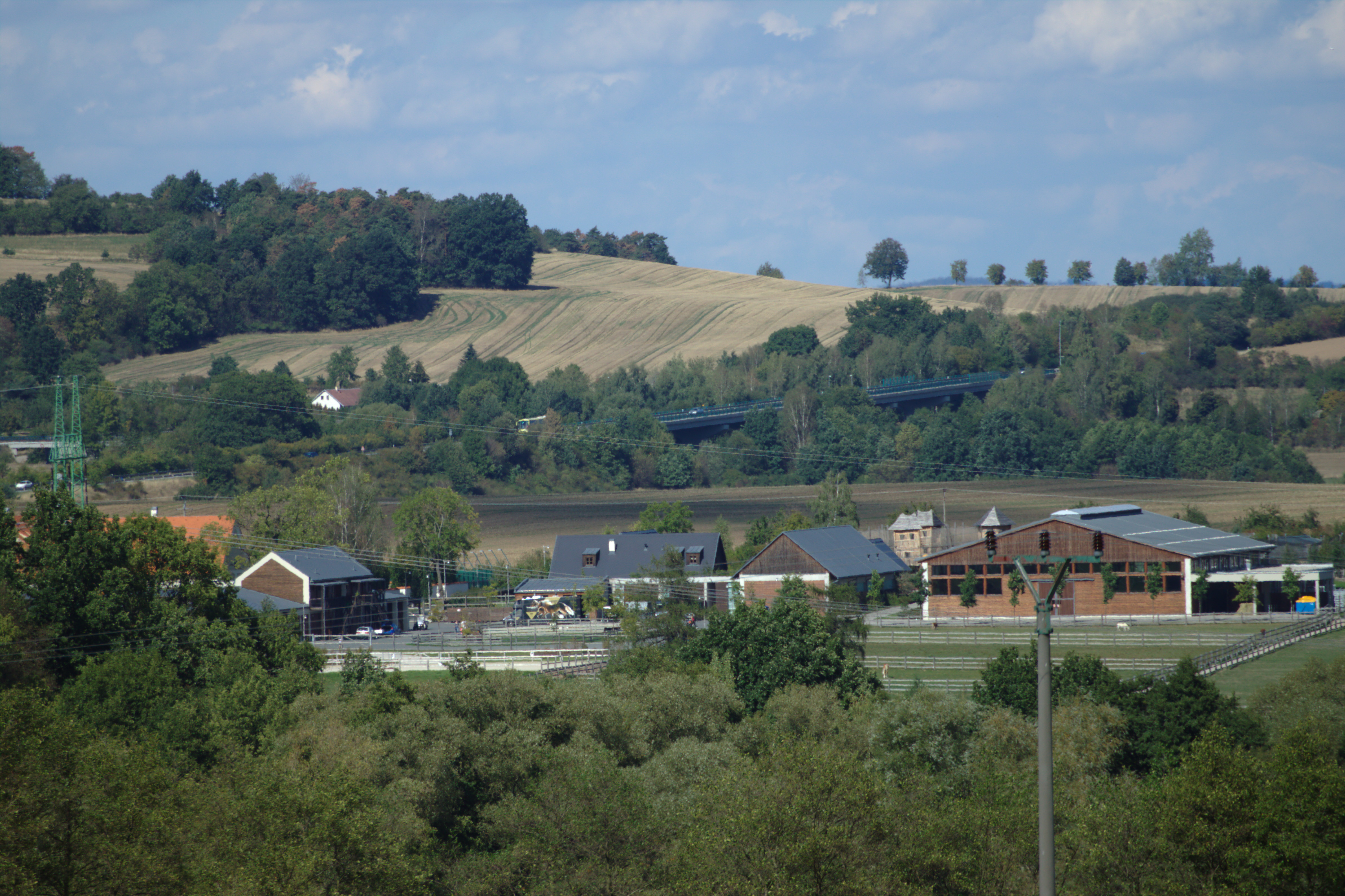
Pohled na areál Čapího hnízda

Statek má rozlohu přibližně tři hektary a k objektu dále patří 74 ha pastvin a polí. Projekt byl podpořen z prostředků Regionálního operačního programu Střední Čechy.
Součástí areálu je:
- aréna jízdárny ve tvaru čapího hnízda
- kulturně-vzdělávací centrum (konferenční sál pro cca 170 posluchačů)
- hotel
- restaurace (letní terasa a rybářská bašta)
- sportoviště
- hospodářská farma (dobytek není chován na maso, ale pro ukázku toho, která zvířata žila či žijí na farmách)
- ekocentrum pro zachráněné živočichy
- informační centrum, naučné stezky.

Centrálním objektem je víceúčelová stavba jízdárny ve tvaru čapího hnízda, která je využívána také ke společenským, kulturním a sportovním akcím a která dala jméno celému areálu. Základ je tvořen betonovým prstencem zastřešeným atypickou konstrukcí z dřevěných vazníků. Obvodový plášť z polykarbonátových průsvitných desek je kryt „hnízdovým obalem“ z dubových klád připevněných na kovovou konstrukci tak, aby stavba připomínala hnízdo. Větrání je zajištěno střešním světlíkem o průměru osmi metrů. Stavba byla v roce 2010 nominována na „Stavbu roku“, dostala se také do finále Světového festivalu architektury v Barceloně roku 2011.

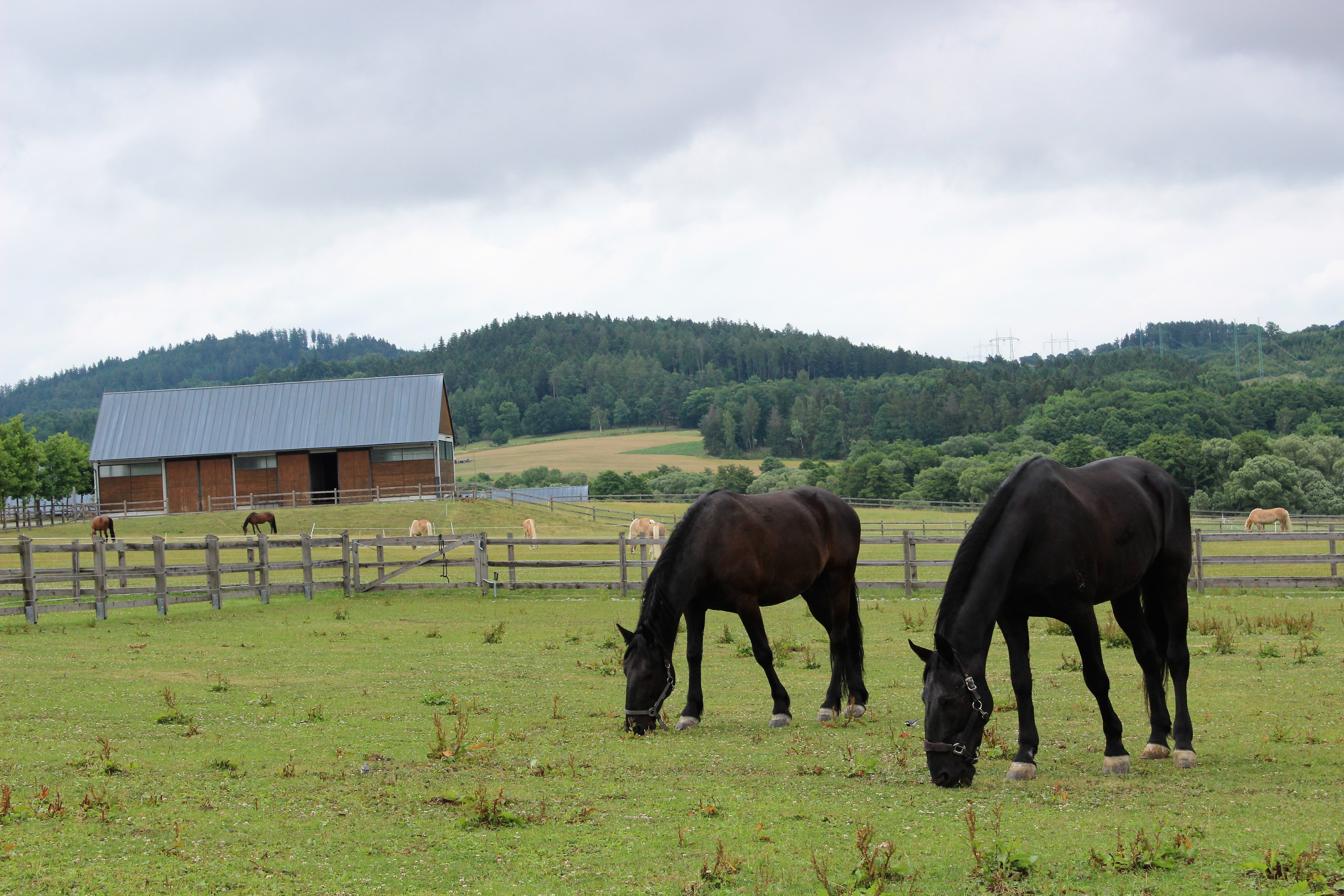
Hospodářská farma
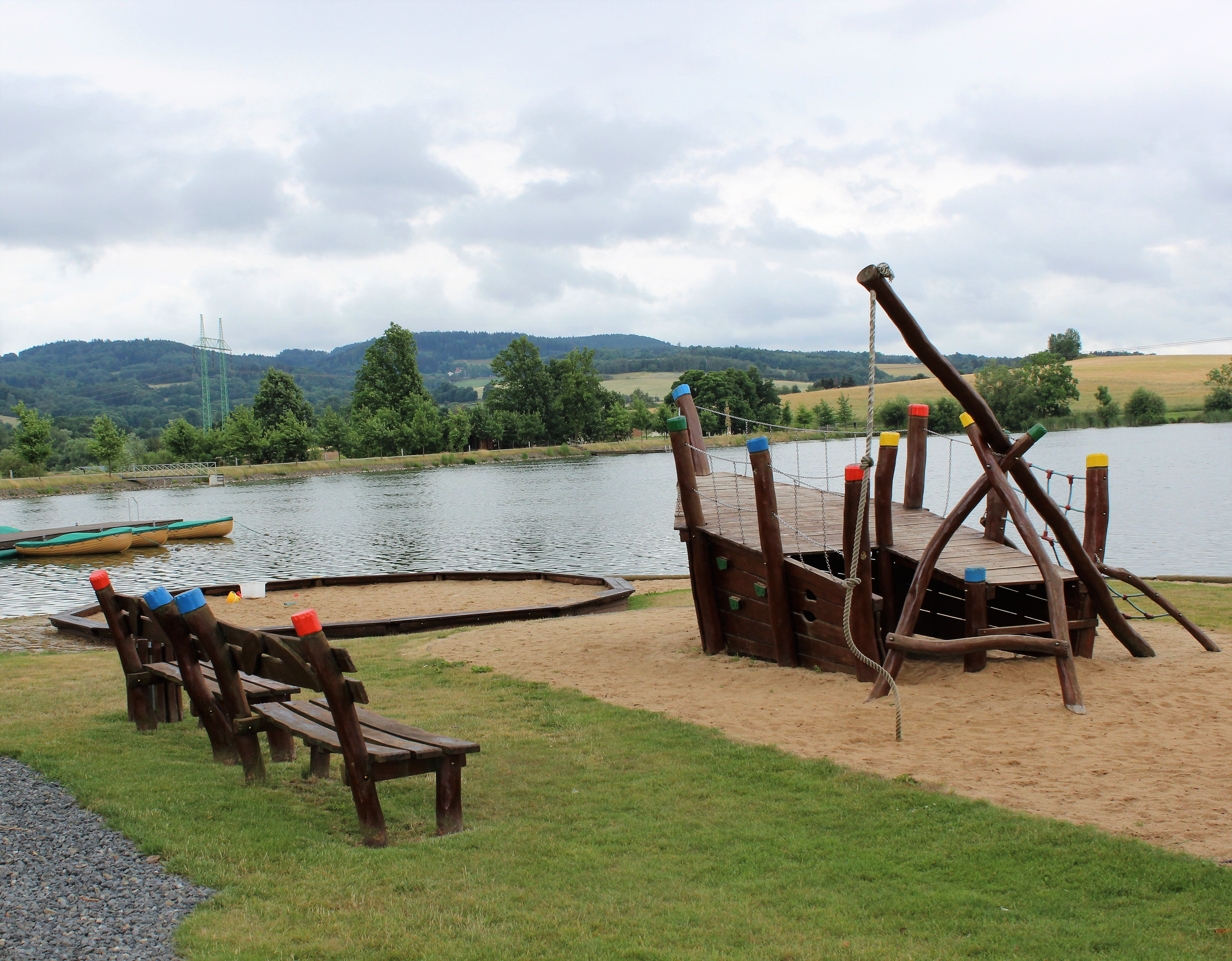
Dětské hřiště u rybníka
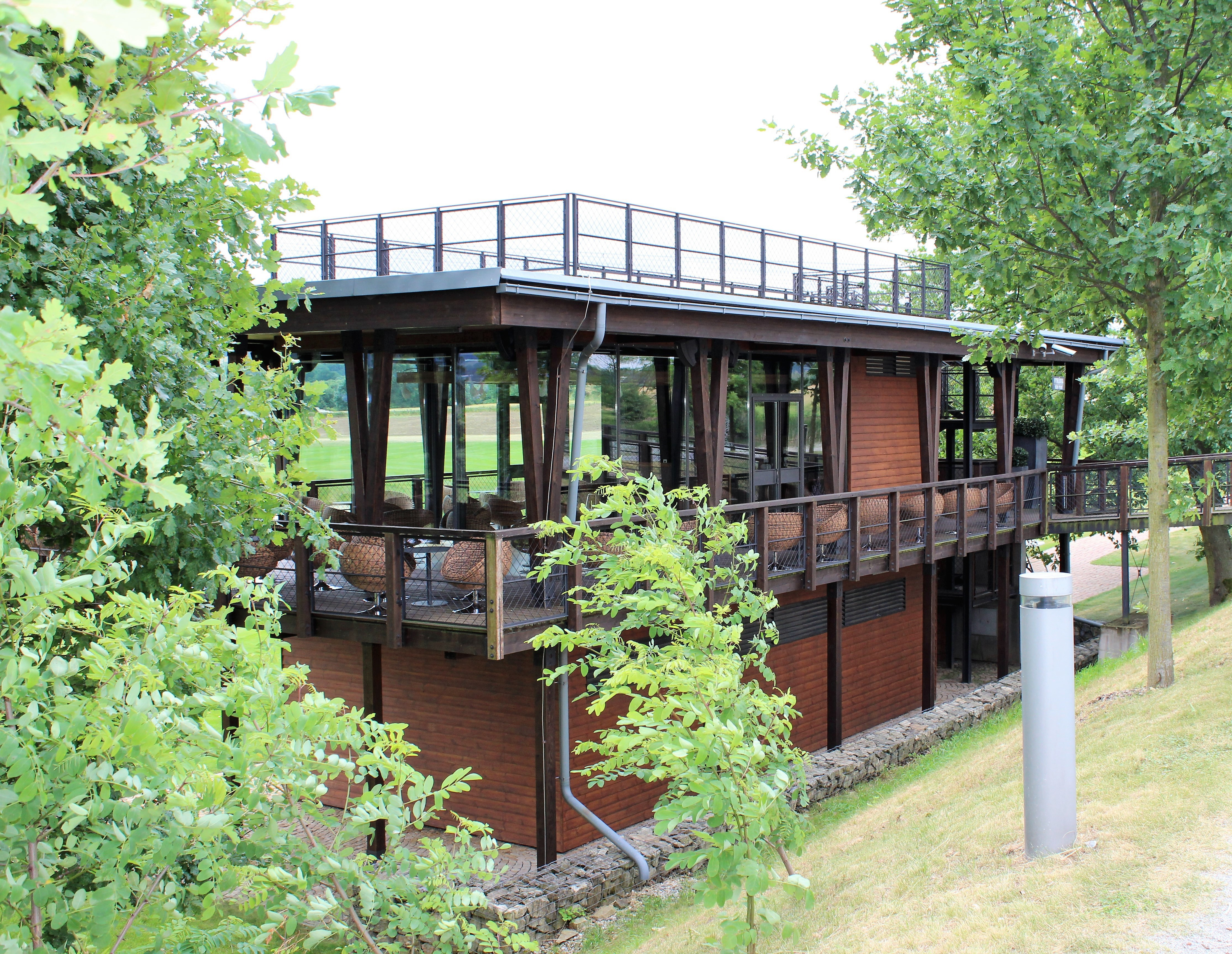
Terasa restaurace
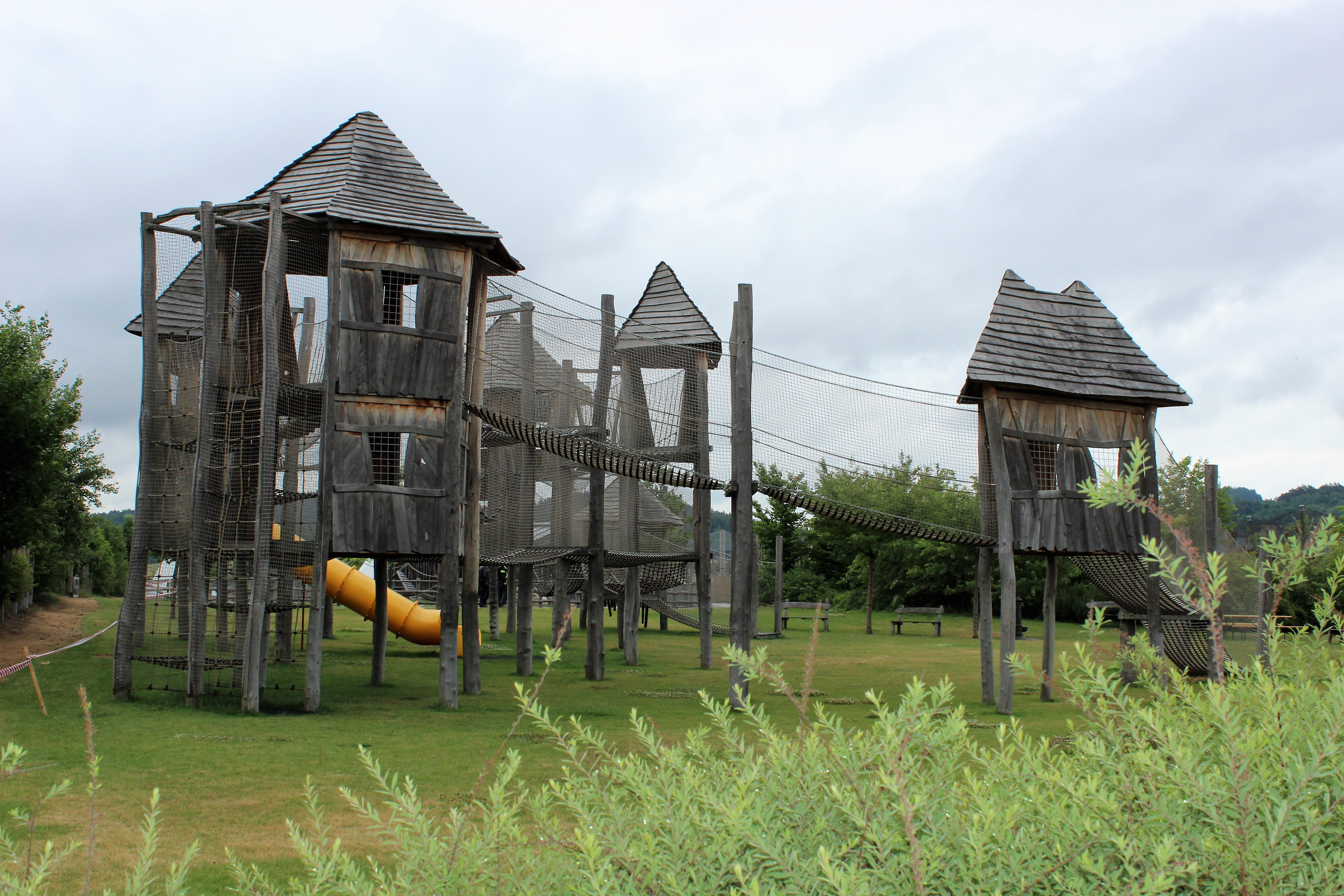
Lanová dráha

## Kauza Čapí hnízdo
Podle údajů ve veřejném rejstříku byla společnost ZZN AGRO Pelhřimov v době od 12. prosince 2005 do 15. února 2008 součástí holdingu Agrofert. Tehdy změnila formu vlastnictví, byla převedena anonymními akciemi na neznámého majitele a přejmenovala se na Farmu Čapí hnízdo. Jelikož už nebyla součástí Agrofertu, firmě bylo umožněno získat dotaci z programů Evropské unie pro malé a střední podniky. Babiš uvedl, že v době získání dotace byli majiteli akcií firmy jeho dvě dospělé děti a bratr jeho partnerky Moniky. Po pěti letech, po vypršení dotační podmínky, společnost Farma Čapí hnízdo zanikla fúzí se společností Imoba, jejímž jediným akcionářem byla společnost SynBiol vlastněná Andrejem Babišem.
Podstatou kauzy Čapí hnízdo je podezření na účelové čerpání evropské dotace určené výhradně pro malé nebo středně velké podnikatele. V listopadu 2015 přijalo státní zastupitelství trestní oznámení na dotační podvod na základě článků o této kauze zveřejněných ve Svobodném fóru a týdeníku Euro. Oznámení začala posléze vyšetřovat policie. Stíháno bylo celkem 11 lidí, včetně Andreje Babiše a Jaroslava Faltýnka. Toto stíhání bylo zastaveno, následně však znovu částečně obnoveno a vzešlo z něj obvinění Andreje Babiše a Jany Nagyové, která žádost o dotaci podávala. Městský soud v Praze opakovaně v lednu 2023 a únoru 2024 rozhodl o zproštění viny, odvolací soud však rovněž opakovaně rozsudek zrušil a vrátil k dalšímu projednání, v červnu 2025 i se závazným právním názorem o vině obou obžalovaných. 
Evropský úřad pro boj s podvody OLAF mezitím v roce 2017 konstatoval, že dotace byla udělena neoprávněně. Výbor Regionálního operačního programu Střední Čechy poté vyzval v květnu 2018 firmu Imoba k dobrovolnému vrácení padesátimilionové dotace, firma v červnu 2018 dotaci vrátila s prohlášením, že vrácení peněz neznamená, že by porušila podmínky dotace.
| Datum                                                                                                  | Obchodní název               | Sídlo                                 | Základní jmění | Společník nebo akcionář                                          |
| --- | ---------------------------- | ------------------------------------- | -------------- | ---------------------------------------------------------------- |
| 25. 1. 1995                                                                                            | ZZN AGRO Pelhřimov, s. r. o. | Pelhřimov, Nádražní 805, PSČ 39301    | 100 000 Kč     | Zemědělské zásobování a nákup Pelhřimov, a. s., IČO 46678140     |
| 25. 4. 2000                                                                                            | ZZN AGRO Pelhřimov, s. r. o. | Pelhřimov, Nádražní 805, PSČ 39301    | 100 000 Kč     | Hydro ZZN, a. s., IČO 46678140                                   |
| 16. 2. 2002                                                                                            | ZZN AGRO Pelhřimov, s. r. o. | Pelhřimov, Nádražní 805, PSČ 39301    | 100 000 Kč     | ZZN Pelhřimov, a. s., IČO 46678140                               |
| 12. 12. 2005                                                                                           | ZZN AGRO Pelhřimov, s. r. o. | Pelhřimov, Nádražní 805, PSČ 39301    | 100 000 Kč     | ZZN Pelhřimov, a. s., IČO 46678140 – jediným akcionářem Agrofert |
| 1. 12. 2007                                                                                            | ZZN AGRO Pelhřimov, a. s.    | Pelhřimov, Nádražní 805, PSČ 39301    | 2 000 000 Kč   | ZZN Pelhřimov, a. s., IČO 46678140 – jediným akcionářem Agrofert |
| 15. 2. 2008                                                                                            | ZZN AGRO Pelhřimov, a. s.    | Pelhřimov, Nádražní 805, PSČ 39301    | 2 000 000 Kč   | ZZN Pelhřimov, a. s., IČO 46678140 – jediným akcionářem Agrofert |
| 20. 2. 2008                                                                                            | Farma Čapí hnízdo, a. s.     | Olbramovice, Semtín 1, PSČ 25901      | 2 000 000 Kč   | 20 akcií na majitele                                             |
| 23. 1. 2010                                                                                            | Farma Čapí hnízdo, a. s.     | Olbramovice, Dvůr Semtín 1, PSČ 25901 | 2 000 000 Kč   | 20 akcií na majitele                                             |
| 1. 6. 2014                                                                                             | Farma Čapí hnízdo, a. s.     | Olbramovice, Dvůr Semtín 1, PSČ 25901 | 2 000 000 Kč   | 20 akcií na majitele                                             |
| Společnost Farma Čapí hnízdo, a. s.IČO 62508873, zanikla fúzí se společností Imoba, a. s. IČO 26124459 |                              |                                       |                |                                                                  |

### Výdaje a pokuta
Celkové výdaje projektu činily 436,59 mil. Kč, přičemž způsobilé výdaje dosáhly výše 203,39 mil. Kč. Celková výše dotace byla 42,5 mil. Kč. Od roku 2008 do roku 2013 vykázala Farma Čapí hnízdo ztrátu 28,56 mil. Kč, dluh ke konci roku 2012 činil 615,46 mil. Kč. Skupina Agrofert vzhledem k ručení bankovního úvěru koncem roku 2013 projekt převzala. Následující rok po převzetí nicméně farma znovu vykázala ztrátu 41 mil. Kč.
Farmě Čapí hnízdo byla udělena pokuta za to, že si v roce 2009 nechala v důsledku organizační chyby vyplatit část dotace (15 mil. korun) o dva týdny dříve, než sama zaplatila dodavateli. Pokuta ve výši 6 mil. korun byla nakonec inspektory z 99 % zrušena.

## Vlastnictví areálu
Vlastníkem nemovitostí zapsaných na listu vlastnictví č. 163 v k. ú. Tomice u Votic je společnost Imoba, a. s., Společnost Imoba patří společnosti SynBiol, a. s., kterou vlastnil Andrej Babiš.